# Mikko Rimminen

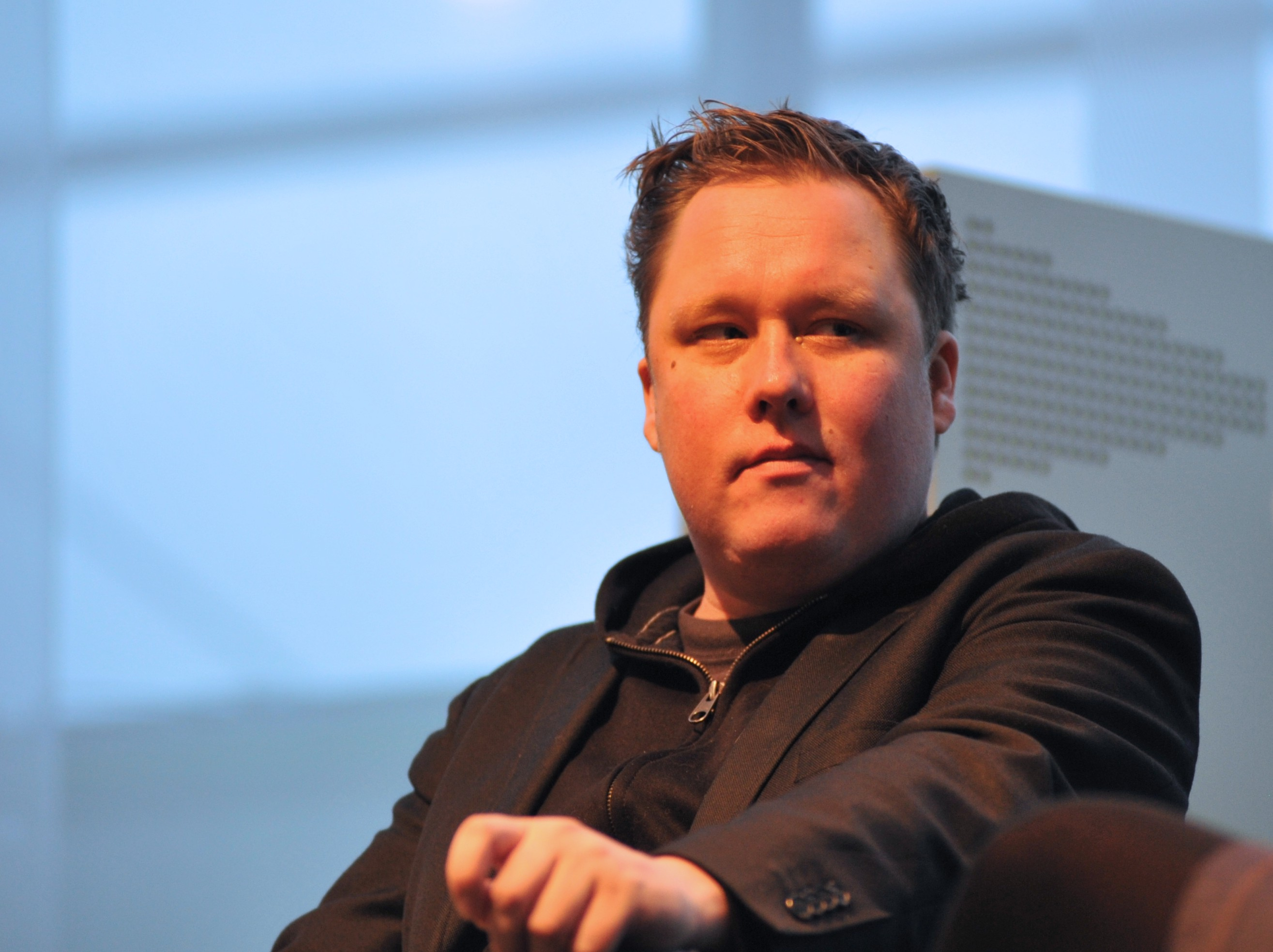
Mikko Rimminen (2010)

Mikko Rimminen (* 8. Mai 1975 in Helsinki) ist ein finnischer Dichter und Schriftsteller.

## Leben
Mikko Rimminen ist der Sohn des finnischen Dokumentarfilmers Sakari Rimminen. Er studierte vier Jahre lang kreatives Schreiben an der privaten Hochschule Kriittinen korkeakoulu in Helsinki. Mit dem Gedichtband Jännittävää olisi nähdä pihalla lintuja debütierte er 2000 als Dichter.
Mit Pussikaljaromaani debütierte er 2004 als Schriftsteller. Der Roman wurde ins Schwedische, Niederländische, Lettische, Russische und unter dem Titel Tütenbierroman auch ins Deutsche übersetzt. Neben Kritikerlob wurde er mit dem Kalevi Jäntti Preis ausgezeichnet und war für den renommierten Finlandia-Preis nominiert. Einer Theateradaption im Jahr 2006 folgte 2011 eine von Ville Jankeri inszenierte und mit Jussi Nikkilä, Ylermi Rajamaa und Eero Milonoff in den Hauptrollen besetzte Verfilmung.
Mit seinem dritten Roman Nenäpäivä wurde er schließlich 2010 mit dem Finlandia-Preis ausgezeichnet. Die Geschichte über die Einsamkeit einer Frau mittleren Alters und ihren Versuch, Anschluss an die Gesellschaft zu finden, wurde 2013 unter dem Titel Der Tag der roten Nase in deutscher Sprache bei dtv veröffentlicht.

## Werke
- Jännittävää olisi nähdä pihalla lintuja, Gedichte (2000)
- Hämärä luonto. Aamunkoista yön tuhmaan lintuun. Niiden käyttäytymisestä ja elämästä yleensä (2001, gemeinsam mit Kyösti Salokorpi)
- Sumusta pulppuavat mustat autot, Gedichte (2003)
- Pussikaljaromaani, Roman (2004)
  - Tütenbierroman, Aus dem Finnischen von Stefan Moster, Köln 2007, Kiepenheuer & Witsch, ISBN 978-3-462-03779-1
- Pölkky, Roman (2007)
- Nenäpäivä, Roman (2010)
  - Der Tag der roten Nase. Roman. Aus dem Finnischen von Stefan Moster, München 2013, dtv, ISBN 978-3-423-24948-5
- Hippa, Roman (2013)
  - Als ich aufwachte, war so sehr Montag, dass es wehtat. Roman. Aus dem Finnischen von Stefan Moster, München 2017, dtv, ISBN 978-3-423-26128-9